# Кејв Сити (Кентаки)
Кејв Сити (енгл. Cave City) град је у америчкој савезној држави Кентаки.

## Демографија
По попису из 2010. године број становника је 2.240, што је 360 (19,1%) становника више него 2000. године.
| Група             | 2000.         | 2010.         |
| Белци             | 1.695 (90,2%) | 1.991 (88,9%) |
| Афроамериканци    | 134 (7,1%)    | 118 (5,3%)    |
| Азијати           | 21 (1,1%)     | 10 (0,4%)     |
| Хиспаноамериканци | 13 (0,7%)     | 67 (3,0%)     |
| Укупно            | 1.880         | 2.240         |